# Jùjú
Pour les articles homonymes, voir Juju (homonymie).
Le jùjú est un genre de musique populaire nigériane, dérivé des percussions traditionnelles utilisées dans les groupes ethniques d'Afrique yoruba. Le nom vient du mot yoruba juju ou jiju qui signifie « lancer » ou « quelque chose qui est lancé ». La musique Jùjú se répand dans les années 1920 dans les clubs urbains, et sa paternité est attribuée à Abdul Rafiu Babatunde King, populairement connu sous le nom de Tunde King (en).

## Histoire
La musique Juju ne tire pas son nom du juju, aussi appelé bò ou o bò, qui se réfère plus spécifiquement aux objets (amulettes) et sorts de la magie d'Afrique de l'Ouest. Pour le public européen, ces rituels magiques sont souvent confondus avec la pratique religieuse du vaudou africain. qui est une forme de magie et d'utilisation d'objets magiques ou de sorcellerie courante en Afrique de l'Ouest, en Haïti, à Cuba, et dans d'autres pays d'Amérique du Sud.
C'est après la Seconde Guerre mondiale que la musique Juju se répand avec les musiciens Earnest Olatunde Thomas (Tunde Nightingale), Fatai Rolling Dollar, IK Dairo, Dele Ojo, Ayinde Bakare, Adeolu Akinsanya, King Sunny Adé et Ebenezer Obey. Ces pionniers ont introduit dans la musique populaire du Nigeria, les instruments électriques utilisés dans le funk, le reggae et l'afrobeat pour développer le yo-pop. Bien que la musique juju, comme l'apala, le sakara, le fuji et le waka, ait été créée par des Yorubas musulmans, la musique elle-même reste laïque. L'afro-juju est un style de musique populaire nigériane, un mélange de musique jùjú et d'afrobeat. La musique jùjú est principalement jouée lors d'événements sponsorisés dans les àríyá, qui célèbrent les baptêmes, les mariages, les anniversaires, les funérailles, les nominations, les cérémonies et les acquisitions de nouvelles propriétés ou les lancements d'entreprises commerciales.

## Postérité
La musique de Tunde King a influencé les musiciens Akanbi Ege, Ayinde Bakare, Tunde Nightingale et Ojoge Daniel dans les années 1940. Reprise dans années 1960 par King Sunny Adé et le commandant en chef Ebenezer Obey (en), ils y intégrèrent la guitare électrique. La musique Jùjú perdurera avec le général Prince Adekunle (en), star des années 1970, qui fut suivi dans les années 1980 par Sir Shina Peters (en) et Segun Adewale (en). Le pic de popularité de l'afro-juju fut atteint au début des années 1990 avec Shina Peters, il était si populaire que la presse l'a appelé le phénomène Shinamania.